# Willem Treub
Pour les articles homonymes, voir Treub.
Marie Willem Frederik Treub, né le 30 novembre 1858 à Voorschoten (Pays-Bas) et mort le 24 juillet 1931 à La Haye (Pays-Bas), est un homme politique néerlandais .

## Biographie
Marie Willem Frederik Treub nait de Jacobus Petrus Treub, maire de Voorschoten, et de son épouse Marie Louise Cornaz (1817-1898). Avec ses deux frères Hector et Melchior, il suit une éducation primaire à Voorschoten et fréquente le Gemeentelijke HBS à Leyde, dont il est diplômé en 1876. Après avoir obtenu suffisamment de fonds dans des postes municipaux mineurs à Voorschoten, il étudie le droit à l'Université de Leyde, puis à l'Université d'Amsterdam, où il obtient son doctorat avec sa thèse.

## Distinctions
- Commandeur de l'ordre du Lion néerlandais